# Марек Жидлицький
Марек Жидлицький (чеськ. Marek Židlický; 3 лютого 1977, м. Мост, ЧССР) — чеський хокеїст, захисник. 
Вихованець хокейної школи ХК «Кладно». Окрім рідного клубу виступав за ГІФК (Гельсінкі), «Нашвілл Предаторс», «Міннесота Вайлд», «Нью-Джерсі Девілс», «Нью-Йорк Айлендерс».
У чемпіонатах НХЛ — 783 матч (83+316), у турнірах Кубка Стенлі — 44 матчів (1+14).
У складі молодіжної збірної Чехії — учасник чемпіонатів світу 1995 і 1997. 
У складі національної збірної Чехії брав участь у зимових Олімпійських іграх 2006 і 2010 (12 матчів, 4+6), чемпіонатах світу 2005, 2007, 2008, 2009 і 2011 (39 матчів, 4+17), Кубку світу 2004 (5 матчів, 3+1). 
Досягнення
- Бронзовий призер зимових Олімпійських ігор (2006).
- Чемпіон світу (2005), бронзовий призер (2011).